# Antonio Cañizares Llovera
Antonio kardinál Cañizares Llovera (* 10. října 1945 Utiel, Španělsko) je španělský římskokatolický kněz, kardinál, emeritní arcibiskup valencijský. V letech 2008–2014 byl prefektem Kongregace pro bohoslužbu a svátosti.

## Kněz
Studoval v semináři ve Valencii, kněžské svěcení přijal 21. června 1970. Působil v arcidiecézích Valencie a Madrid, na univerzitě v Salamance získal doktorát z teologie, kde později také vyučoval. V Madridu vedl Institut náboženství a katecheze sv. Damase. Byl členem několika komisí Španělské biskupské konference a šéfredaktorem časopisu Teología y Catequésis.

## Biskup

Znak Antonia Cañizarese Llovery

V březnu 1992 byl jmenovaný biskupem diecéze Ávila, biskupské svěcení přijal 25. dubna téhož roku. O čtyři roky později, v prosinci 1996, byl jmenován arcibiskupem v Granadě a současně se stal členem Kongregace pro nauku víry. Od ledna do října 1998 plnil funkci administrátora diecéze Cartagena, v roce 1999 stanul v čele komise výchovy a katecheze Španělské biskupské konference. V září 2002 se stal arcibiskupem v Toledu.

## Kardinál
V únoru 2006 ohlásil papež Benedikt XVI. jeho kardinálskou nominaci, o měsíc později na konzistoři se stal kardinálem s titulárním kostelem – bazilikou sv. Pankráce za hradbami. 9. prosince 2008 ho stejný papež jmenoval prefektem Kongregace pro bohoslužbu a svátosti. Jeho nástupcem ve funkci arcibiskupa Toleda se stal arcibiskup Braulio Rodríguez Plaza.
Dne 28. srpna 2014 byl jmenován arcibiskupem Valencie.
Pro svou názorovou blízkost s Benediktem XVI. (Josephem Ratzingerem) získal přezdívku „malý Ratzinger“.